# Chã das Caldeiras
Chã das Caldeiras, in het Nederlands: "Vlakte van de Calderas", is een kleine gemeenschap van 1.000 inwoners, gelegen in de krater van de vulkaan Pico do Fogo op het Kaapverdische eiland Fogo. De plaats bestaat uit twee delen. Portela is het bovenste gedeelte met de VVV, een school, katholieke kerk, Adventisten Kerk en de coöperatie. Het onderste deel is Bangaeira.
De plaats ligt vlak bij het centrum van de caldera.